# Chrysosoma lavinia
Chrysosoma lavinia är en tvåvingeart som beskrevs av Charles Howard Curran 1927. Chrysosoma lavinia ingår i släktet Chrysosoma och familjen styltflugor.
Artens utbredningsområde är Tanzania. Inga underarter finns listade i Catalogue of Life.